# Ascuris Planum
Ascuris Planum est un haut plateau, ou planum, situé dans l'hémisphère nord de la planète Mars, à 43,94° de latitude nord et 286,24° de longitude est dans le système de coordonnées planétocentriques, et d'un diamètre de 617,7 km. Le nom a été approuvé par l'Union Astronomique Internationale en 1991 et fait référence à l'une des caractéristiques de l'albédo de Mars (es).